# Hrhov
Hrhov (Hongaars: Tornagörgő) is een Slowaakse gemeente in de regio Košice, en maakt deel uit van het district Rožňava.
Hrhov telt 1.160 inwoners.
Tijdens de volkstelling waren er van de 1137 inwoners 939 Hongaars en 156 Slowaaks. De gemeente maakt hiermee deel uit van het Hongaarse taalgebied in het zuiden van Slowakije. 